# Roundabout (sång)
"Roundabout" är en låt av det brittiska rockbandet Yes. Låten är en av deras mest kända och skrevs av Jon Anderson och Steve Howe. "Roundabout" återfinns på albumet Fragile som gavs ut 1971.